# Упередження економії часу
Упередження економії часу — це недооцінка людиною часу, який може бути зекономлений (або втрачений) при збільшенні (або зменшенні) швидкості. Як правило, людина недооцінює час, який може бути зекономлений при збільшенні відносно низької початкової швидкості (наприклад, прискорення з 40 до 60 км/г) та переоцінка часу, який може бути втрачений при зменшенні відносно високої початкової швидкості (наприклад, уповільнення з 120 до 80 км/г), і навпаки.

## Приклади
У одному з досліджень, учасників попросили оцінити, який з двох планів по покращенню шляхів буде більш ефективним для зменшення середньої тривалості проїзду. Учасники надали перевагу плану, що передбачав збільшення середньої швидкості з 70 до 110 км/г, а не плану, що передбачав збільшення середньої швидкості з 30 до 40 км/г, хоча реальна економія часу при другому варіанті більша.
В іншому дослідженні, учасників попросили зазначити, скільки часу, на їхню думку, може бути збережено при пришвидшенні з низької (50 км/г) або високої (100 км/г) швидкості. Наприклад, їх питали наступне: «Ви ідете по вільній трасі за містом. Скільки часу ви зекономите на відрізку довжиною 10 миль (16 км) при збільшенні швидкості до 40 миль/г з 30 миль/г?». А в другому питанні, початкова швидкість була вищою — 60 миль/г, а ще в двох питаннях мова йшла про втрату часу при зменшенні швидкості (з 30 або 60 миль/г).
Результати дослідження підтримали теорію існування упередження економії часу, оскільки учасники недооцінили економію часу при збільшенні швидкості при низьких швидкостях, та переоцінили економію для великих швидкостей. Крім того, учасники неправильно оцінювали і втрату часу при зниженні швидкості: недооцінювали втрату для низьких швидкостей та переоцінювали втрату для відносно великих.

## Пояснення
Фізична формула для підрахунку зекономленого часу при збільшенні швидкості: 
t = cD (1/V1 — 1/V2), 
де c — константа для переводу між одиницями виміру, t — час, D — відстань, а V1 та V2 —— початкова та кінцева швидкість відповідно. Ця формула показує, що відношення між збільшенням швидкості та часом поїздки є криволінійним: однакове збільшення швидкості дасть більший результат для маленьких швидкостей, ніж для великих. Наприклад, при збільшенні швидкості з 20 до 30 миль/г час на дистанцію 10 миль скорочується на 10 хвилин. Однак таке саме збільшення швидкості на 10 миль/г дасть менше скорочення часу на дистанцію, якщо швидкості вище (наприклад, лише 2 хвилини при пришвидшенні з 50 миль/г до 60 миль/г). Збільшення чи скорочення відстані змінить абсолютну економію часу, але не вплине на відносини між швидкістю та економією часу.
Свенсон (2008) припустив, що судження людей щодо економії часу насправді здійснюються за евристикою пропорції, коли люди оцінюють зекономлений час як пропорцію зростання швидкості до початкової швидкості.
Згідно іншого дослідження, люди можуть вдаватися до простішої евристики різниці, коли вони оцінюють збережений час виключно як різницю між початковою та кінцевою швидкістю. Здається люди хибно вірять, що час на подолання шляху перебуває у лінійній залежності від зміни швидкості, незалежно від початкової швидкості, що і спричиняє упередження економії часу.
І хоча яка саме евристика головним чином впливає на оцінку людьми економії часу, ще перебуває на стадії вивчення, експерименти показують, що майже ніхно з людей не дотримається при оцінці криволінійної залежності за формулою вище.

## Наслідки для водіння авто
Водії, які недооцінювали економію часу при прискоренні з низької швидкості або переоцінювали економію при зниженні високої швидкості, переоцінювали час, необхідний для того, щоб прибути у визначений час, і обирали зависоку швидкість, часом перевищуючи встановлені обмеження швидкості. В свою чергу, водії, які переоцінювали економію часу при збільшенні вже відносно високої швидкості, недооцінювали час, необхідний для того, щоб прибути у визначений час, і обирали занизьку швидкість.

## Наслідки в інших галузях
Упередження економії часу проявляється не лише при водінні авто. Такі самі хибні оцінки виникали, коли людей просили оцінити ефект скорочення часу очікування пацієнтами в черзі від залучення додаткових лікарів або при оцінці зростання продуктивності виробничої лінії при залученні на неї додаткових працівників.